# دانشگاه بلگراد
دانشگاه بلگراد دانشگاه دولتی مستقر در شهر بلگراد، صربستان است، که در سال ۱۸۰۸ تأسیس شد.